# Rake It Up
"Rake It Up'" es una canción grabada por el rapero estadounidense Yo Gotti en colaboración de la rapera estadounidense Nicki Minaj, de su mixtape colaborativo con el productor discográfico Mike WiLL Made-It titulado Gotti Made-It (2017). La canción también sirve como el sencillo principal del noveno álbum de estudio de Gotti, I Still Am. Producida por Mike WiLL Made-It y 30 Roc, la canción se lanzó el 1 de junio de 2017. El video musical de la canción se estrenó el 21 de agosto en Tidal y posteriormente se lanzó en YouTube el 26 de agosto. La canción alcanzó el puesto número ocho en el Billboard Hot 100 de los EE.UU, lo que la convierte en la primera entrada entre los 10 primeros de Yo Gotti y el sencillo más exitoso hasta la fecha. La canción interpola Freaky Tales de Too $hort.

## Antecedentes y lanzamiento
Luego de colaborar en "5 Star" (Remix), "Coca Coca" y "Down in the DM" (Remix); "Rake It Up" marca la cuarta vez que Yo Gotti y Nicki Minaj trabajan juntos en una grabación. Para promocionar la canción, Gotti, el 30 de mayo de 2017, se burló de la canción en su Snapchat durante una fiesta privada en un barco. Minaj también reprodujo un fragmento de la canción el 31 de mayo de 2017 a través de su cuenta de Instagram , confirmando que la canción se lanzaría al día siguiente a la medianoche (EST). Poco después de que se anunciara la canción, los críticos escribieron que Minaj probablemente estaba tratando de "robar un poco del trueno de su ex novio (Meek Mill)", ya que recientemente apareció en otra canción de Yo Gotti llamada "Top Lookin Down". El 1 de junio de 2017, la canción se estrenó en línea y se lanzó en todo el mundo como descarga digital.

## Video musical
El video musical de la canción se estrenó el 21 de agosto de 2017 en Tidal, pero posteriormente se publicó en la cuenta de Vevo de Yo Gotti en YouTube el 26 de agosto. Se filmó en Miami y presenta una aparición especial de Blac Chyna

## Remixes
El 17 de julio de 2017, DJ Funky lanzó su remix de la canción con nuevos versos de los raperos estadounidenses Too $hort & TI . Otro remix titulado "Rake It Up (MidWest Remix)" se subió al canal oficial de YouTube de DJ Funky en agosto. 8, 2017 y presenta nuevos versos de los raperos estadounidenses Rich The Factor y The Popper. El rapero estadounidense Plies lanzó su remix de la canción en YouTube. La artista colombiana de reguetón Farina lanzó su remix en español de la canción en su cuenta oficial de SoundCloud el 11 de noviembre de 2017.

## Actuaciones en vivo
El 14 de septiembre de 2017, Gotti y Minaj interpretaron la canción en The Tonight Show Starring Jimmy Fallon. Minaj también interpretó la canción durante su presentación en el Festival Rolling Loud el 13 de mayo de 2018 en Miami, precedida por "Chun-Li" y "MotorSport".
- Datos: Q30106080